# Kleptoparasitismus

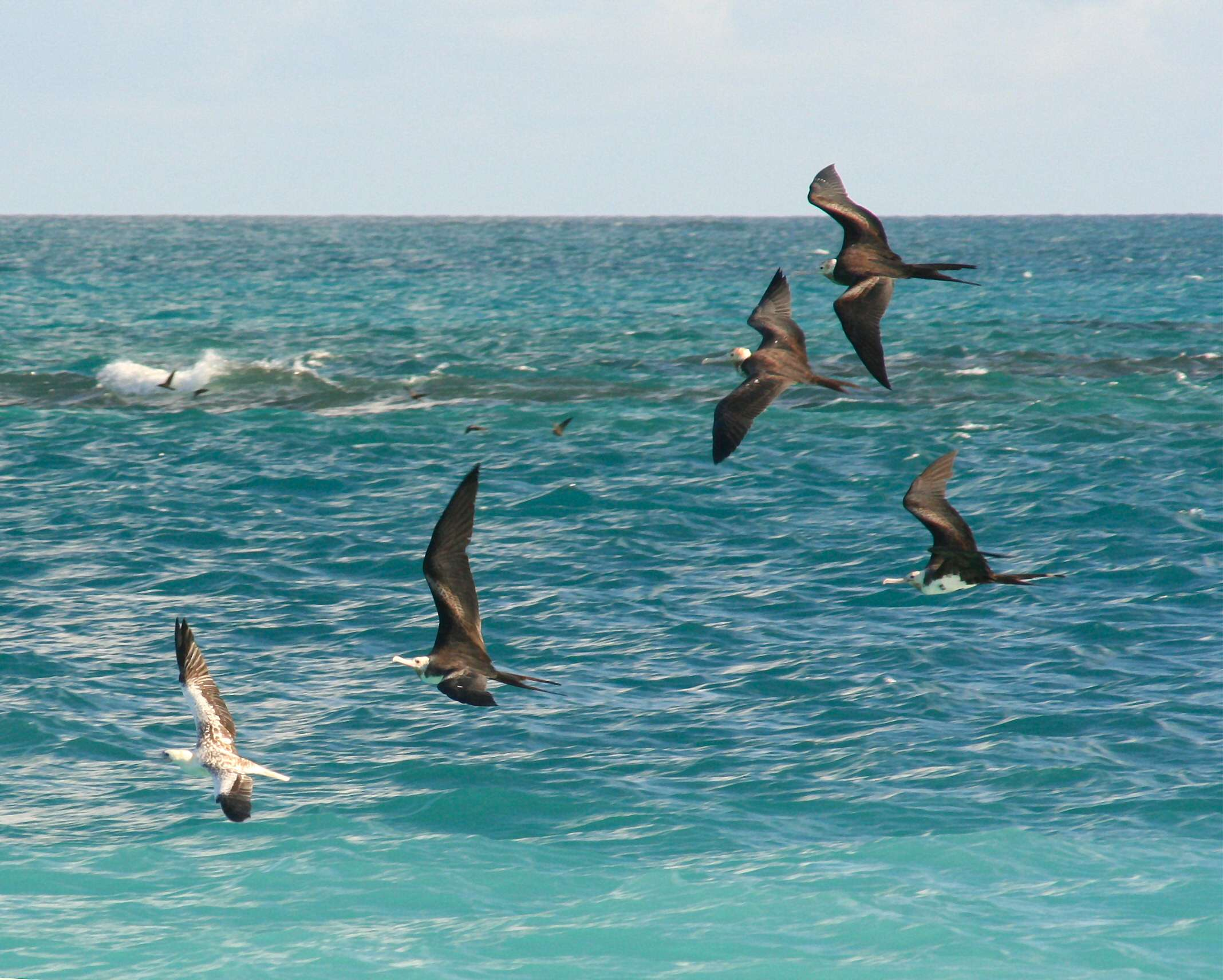
Nicht selten verfolgen Bindenfregattvögel (Fregata minor) Rotfußtölpel (Sula sula), um sie zum Hervorwürgen ihrer Nahrung zu zwingen.

Kleptoparasitismus (von altgriechisch κλέπτειν kléptein „stehlen, listig entwenden“ und παράσιτος parásitos „bei einem Anderen essend, Schmarotzer“) bezeichnet das Ausnutzen von Leistungen anderer Lebensformen, beispielsweise durch das Stehlen von Nahrung oder das Ausnutzen von fremden Nistgelegenheiten.
Kleptoparasitismus ist unter Tieren häufig. Viele Arten ernähren sich zumindest gelegentlich kleptoparasitisch, zum Beispiel Seeadler, die anderen fischfressenden Vögeln wie dem Fischadler die gefangenen Fische abjagen, oder Milane, die bei vielen Vogelarten parasitieren. 
Spezialisiertere Kleptoparasiten unter den Vögeln sind Raubmöwen und Fregattvögel, die andere Seevögel so lange attackieren, bis diese ihre Beute fallen lassen oder hervorwürgen. 
Obligatorische Kleptoparasiten sind die Diebsspinnen (Gattung Argyrodes), die ausschließlich in den Netzen von Radnetzspinnen leben und die dort gefangenen Beutetiere stehlen. 
Bei der Kleptogamie versuchen männliche Tiere außerhalb einer Gruppe oder solche mit einem schwachen Status innerhalb einer Gruppe sich eine Paarung zu erschleichen. Dabei parasitieren die kleptogamen Männchen Leistungen anderer Männchen, beispielsweise die Brutfürsorge, und Kleptogamie kann daher als eine Form von Kleptoparasitismus angesehen werden.